# Mistrzostwa Świata Kobiet w Biegach Ulicznych 1991
9. Mistrzostwa Świata Kobiet w Biegach Ulicznych – zawody lekkoatletyczne zorganizowane pod egidą IAAF w Nieuwegein w 1991 roku. Rywalizowano w biegu na dystansie 15 kilometrów.

## Rezultaty
| Konkurencja:  | 1. miejsce   | Rezultat | 2. miejsce     | Rezultat | 3. miejsce | Rezultat |
| Indywidualnie | Iulia Negura | 48:42    | Andrea Wallace | 48:43    | Uta Pippig | 48:44    |
| Drużynowo     | Niemcy       | 22 pkt.  | Rumunia        | 24 pkt.  | ZSRR       | 31 pkt.  |